# Comuna Kramfors
Kramfors (Kramfors kommun) este o comună din comitatul Västernorrlands län, Suedia, cu o populație de 18.450 locuitori (2013).

## Geografie

### Zone urbane
Lista celor mai mari zone urbane din comună (anul 2015) conform Biroului Central de Statistică al Suediei:
| Nr | Zona urbană  | Pop.  |
| -- | ------------ | ----- |
| 1  | Kramfors     | 6.582 |
| 2  | Bollstabruk  | 1.883 |
| 3  | Nyland       | 892   |
| 4  | Ullånger     | 768   |
| 5  | Docksta      | 401   |
| 6  | Lunde        | 365   |
| 7  | Lugnvik      | 332   |
| 8  | Klockestrand | 327   |
| 9  | Sandslån     | 313   |
| 10 | Nordingrå    | 282   |

## Demografie
| \| Evoluția demografică în comuna Kramfors, 1970–2015 \| Evoluția demografică în comuna Kramfors, 1970–2015 \| Evoluția demografică în comuna Kramfors, 1970–2015 \| Evoluția demografică în comuna Kramfors, 1970–2015 \| Evoluția demografică în comuna Kramfors, 1970–2015 \| \| ----------------------------------------------------------------------------------------------------- \| -------------------------------------------------- \| -------------------------------------------------- \| -------------------------------------------------- \| -------------------------------------------------- \| \| An \| \| \| Locuitori \| \| \| 1970 \| 1970 \| \| 29005 \| 29005 \| \| 1975 \| 1975 \| \| 27892 \| 27892 \| \| 1980 \| 1980 \| \| 26611 \| 26611 \| \| 1985 \| 1985 \| \| 25223 \| 25223 \| \| 1990 \| 1990 \| \| 24555 \| 24555 \| \| 1995 \| 1995 \| \| 23449 \| 23449 \| \| 2000 \| 2000 \| \| 21382 \| 21382 \| \| 2005 \| 2005 \| \| 20107 \| 20107 \| \| 2010 \| 2010 \| \| 18911 \| 18911 \| \| 2015 \| 2015 \| \| 18359 \| 18359 \| \| Sursa: SCB - Statistika Centralbyrån, Folkmängd efter region, civilstånd, ålder och kön. År 1968–2016 \| \| \| \| \| |      |  |           |       |
| Evoluția demografică în comuna Kramfors, 1970–2015 |      |  |           |       |
| An |      |  | Locuitori |       |
| 1970 | 1970 |  | 29005     | 29005 |
| 1975 | 1975 |  | 27892     | 27892 |
| 1980 | 1980 |  | 26611     | 26611 |
| 1985 | 1985 |  | 25223     | 25223 |
| 1990 | 1990 |  | 24555     | 24555 |
| 1995 | 1995 |  | 23449     | 23449 |
| 2000 | 2000 |  | 21382     | 21382 |
| 2005 | 2005 |  | 20107     | 20107 |
| 2010 | 2010 |  | 18911     | 18911 |
| 2015 | 2015 |  | 18359     | 18359 |
| Sursa: SCB - Statistika Centralbyrån, Folkmängd efter region, civilstånd, ålder och kön. År 1968–2016 |      |  |           |       |